# Макриан (алемани)
Вижте пояснителната страница за други личности с името Макриан.
Макриан (на латински: Macrianus) е алемански крал на Букинобантите през 4 век и брат на Хариобавд.

## Управление
Римският историк Амиан Марцелин пише, че цезар Юлиан Апостат през 359 г. при Майнц пресича Рейн и сключва мирни договори с алеманските крале Макриан, Ур, Хариобавд, Вестралп, Урсицин и Вадомар, след освобождаване на всички пленници.
Римският император Валентиниан I се опитва напазно през 370 г. да залови Макриан с помощта на Бургундите. Той е свален от императора. Поставеният на неговото место Фраомар няма успех при Букинобантите и през 371 г. се сключва с Макриан съюзнически договор. След това Макриан е до смъртта си съюзник на римляните в боевете против също съюзения с римляните франкски крал Малобавд.